# Guarulhos
Guarulhos [ɡwaˈɾuʎus] ist eine Gemeinde im Bundesstaat São Paulo in Brasilien. Sie hatte 1.176.804 Einwohner (Stand 2010) auf einer Fläche von 318,014 km². Die Bevölkerungsdichte betrug 4022,47 Einwohner/km². Guarulhos gehört zur Metropolregion São Paulo und grenzt im Süden und Westen an die Stadt São Paulo, im Norden an Mairiporã, Nazaré Paulista und Santa Isabel und im Osten an Arujá und Itaquaquecetuba.
In der Stadt befindet sich die Universidade Guarulhos, eine staatlich anerkannte Universität.
Auf dem Gebiet der Stadt liegt der internationale Flughafen São Paulo–Guarulhos (GRU), der größte in Südamerika.

## Toponymie
Der Name kommt aus der Tupi-Sprache. Der Ursprung liegt vermutlich in der Eigenbezeichnung des ehemals hier ansässigen Stammes der Guaramomi.

## Geschichte
Der Ort wurde 1560 von dem Jesuiten Manuel de Paiva gegründet. Stadtrechte erhielt die Gemeinde am 24. März 1880.
Im Jahr 1981 wurde in der Stadt das römisch-katholische Bistum Guarulhos errichtet. Die 1685 errichtete Kirche Nossa Senhora da Conceição wurde zur Kathedrale erhoben.

## Söhne und Töchter der Stadt
- Marques Batista de Abreu (* 1973), Fußballspieler
- Juninho Bill (* 1977), Sänger und Musikproduzent, ehemaliger Fußballspieler
- Cristiano Marques Gomes (Cris, * 1977), Fußballspieler
- José Mota (* 1979), Fußballspieler, 2010 Torschützenkönig der asiatischen Championsleague
- Leandro Rodrigues (* 1982), Fußballspieler
- Rubinho (* 1982), Fußballtorwart
- Ester Aparecida dos Santos (* 1982), Fußballspielerin
- Rafinha (* 1983), Fußballspieler
- André Vasco (* 1984), TV-Moderator
- Wellington Santos da Silva (* 1985), Fußballspieler
- Wellington Bruno (* 1986), Fußballspieler
- PC Siqueira (* 1986), Moderator, Blogger und Illustrator
- Beto (* 1987), Fußballspieler
- Evandro Silva do Nascimento (* 1987), Fußballspieler
- David Braz de Oliveira Filho (* 1987), Fußballspieler
- Jefferson Andrade Siqueira (* 1988), brasilianisch-italienischer Fußballspieler
- Henrique Dourado (* 1989), Fußballspieler
- Marcelino Junior Lopes Arruda (* 1989), Fußballspieler
- Samuel Nascimento (* 1990), Schauspieler, Sänger und Tänzer
- Diego Oliveira Silva (* 1990), Fußballspieler
- Jaimerson Xavier (* 1990), Fußballspieler
- Pedro Sakamoto (* 1993), Tennisspieler
- Bruno Dybal (* 1994), Fußballspieler
- Ludmila da Silva (* 1994), Fußballspielerin
- Vinicius Silvestre (* 1994), Fußballspieler
- Matheus Sales (* 1995), Fußballspielerin
- Rebeca Andrade (* 1999), Kunstturnerin
- Gabriel Martinelli (* 2001), Fußballspieler

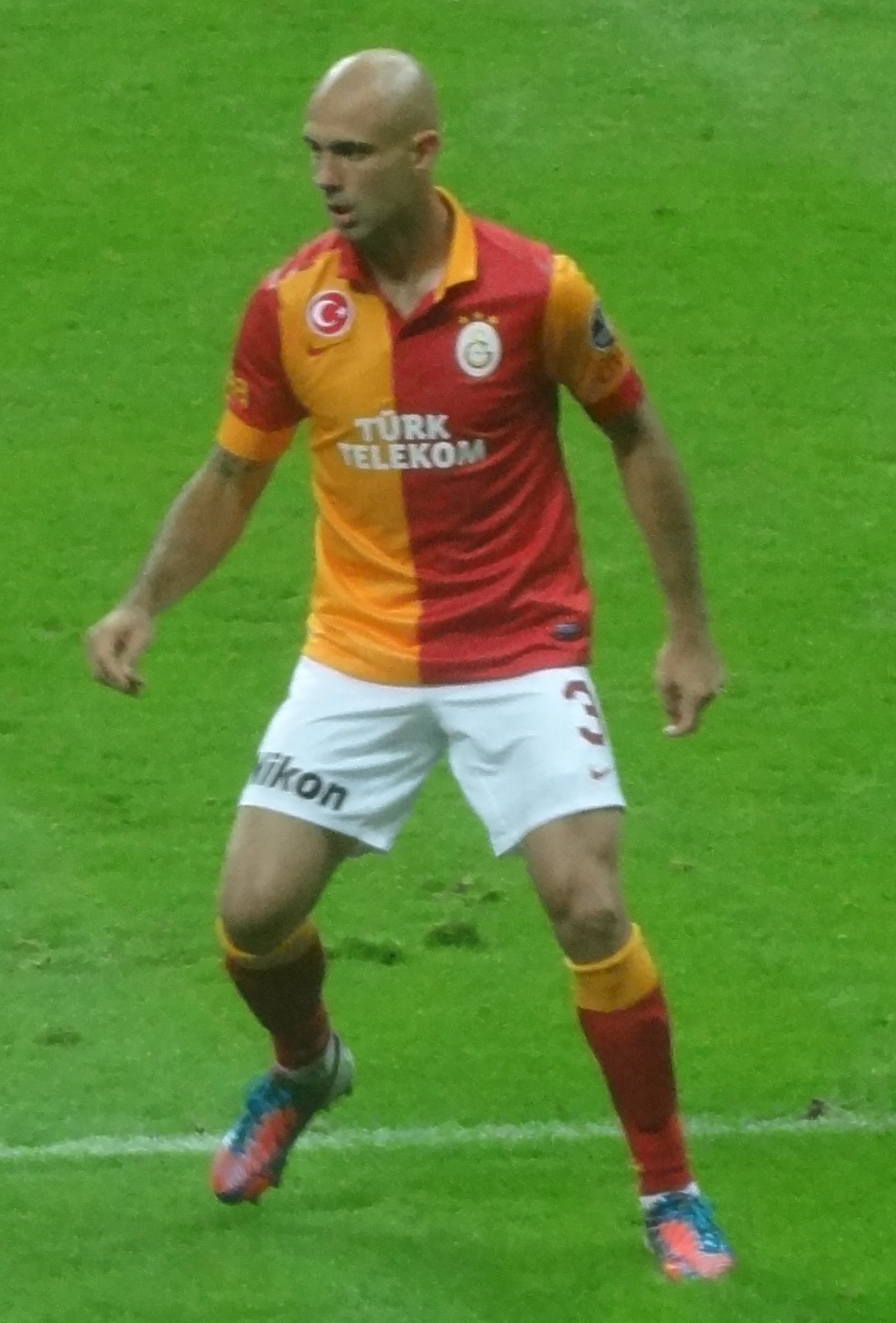
Cristiano Marques Gomes, genannt Cris (2012)
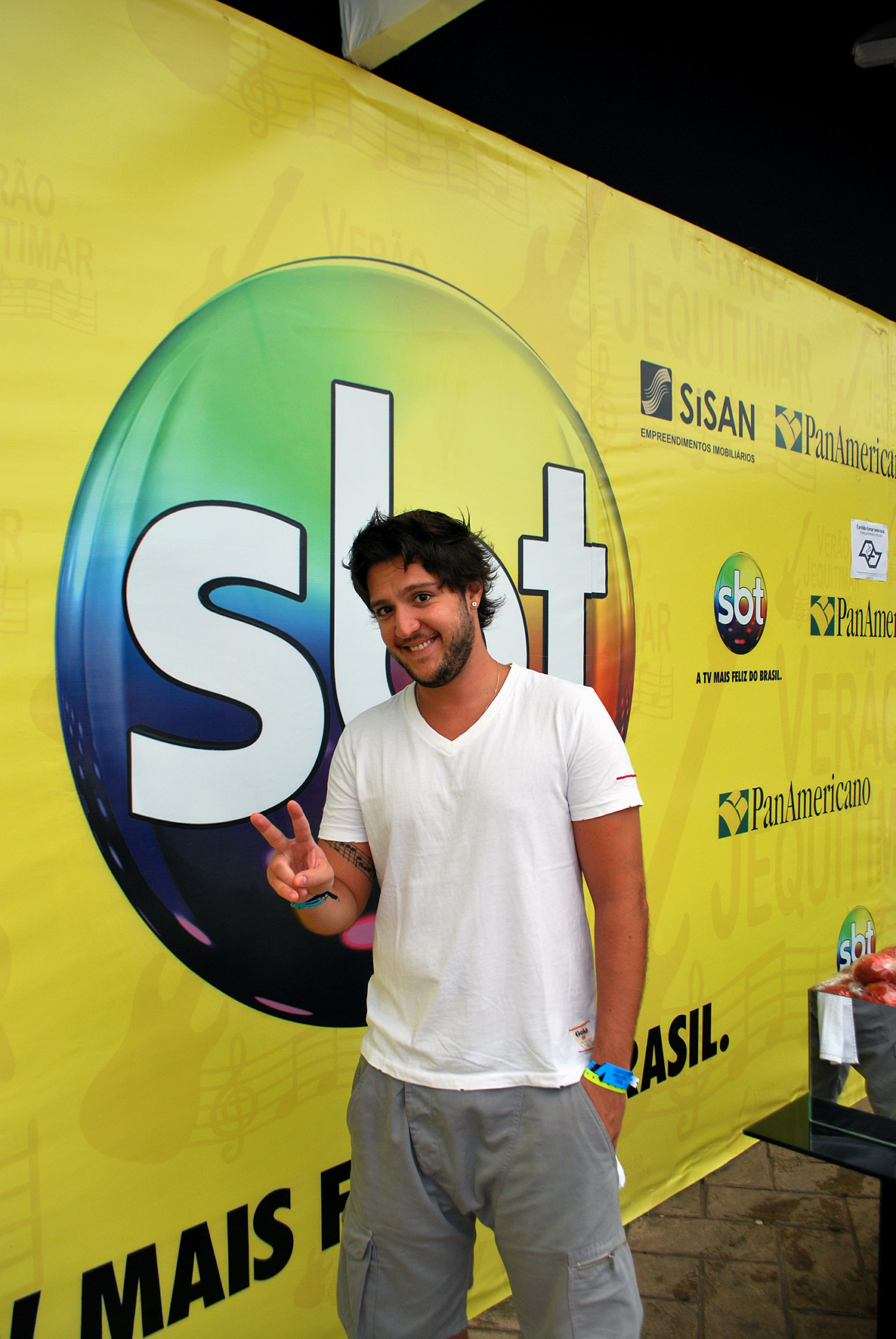
André Vasco (2010)
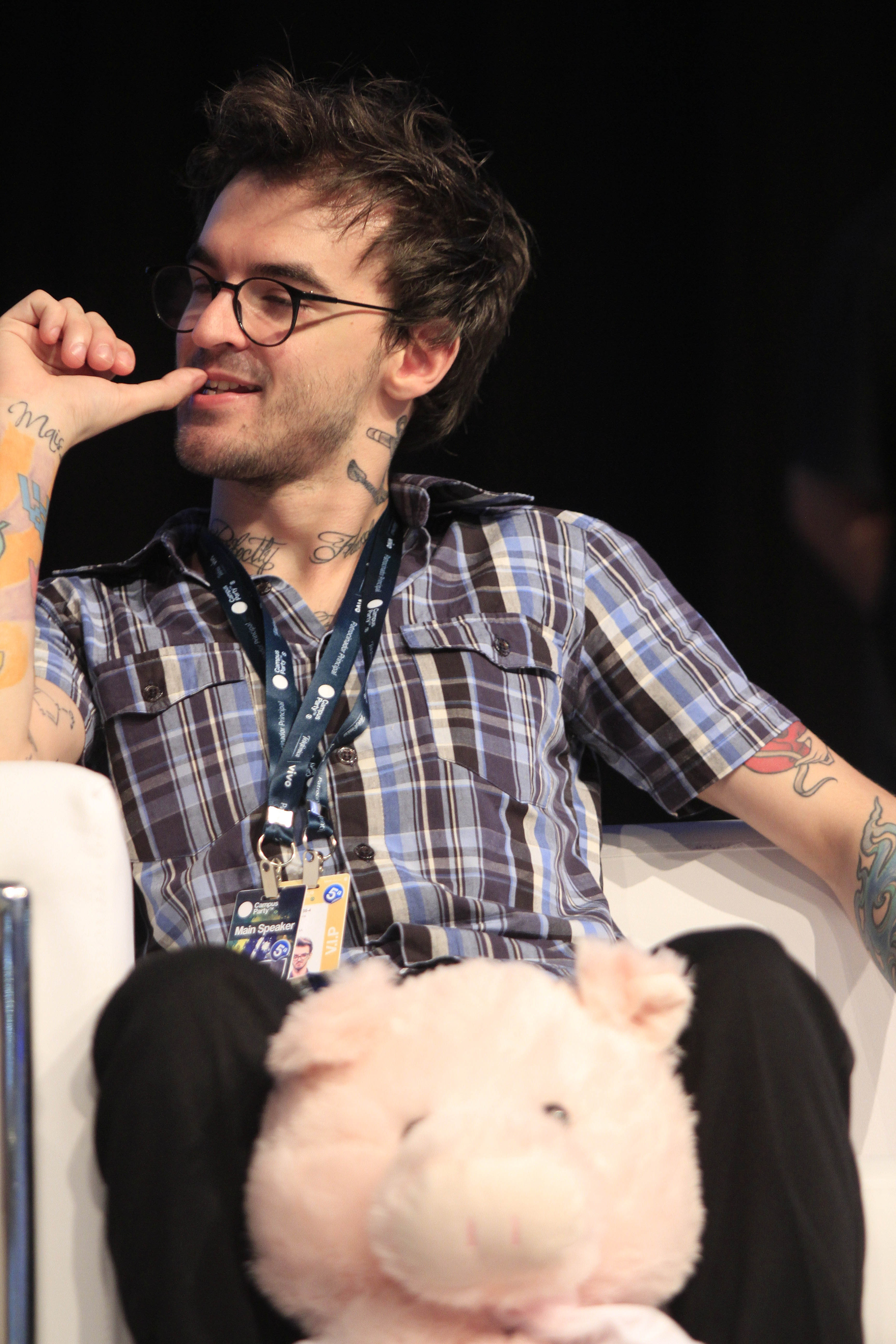
PC Siqueira (2012)